# Cataulacus brevisetosus
Cataulacus brevisetosus (лат.) — вид древесных муравьёв рода Cataulacus из подсемейства Myrmicinae (Formicidae). Афротропика: Ангола, Зимбабве, Танзания, ЮАР.

## Описание
Мелкие муравьи чёрного цвета. Длина тела рабочих 2,7—4,0 мм. Длина головы равна 0,76—1,08 мм (ширина головы — 0,68—0,98 мм). Длина тела самок составляет 4,6-5,0 мм, длина головы равна 1,04—1,10 (ширина головы — 0,92—0,96 мм).
Проподеум угловатый с 2 длинными заострёнными шипиками. Нижнечелюстные и нижнегубные щупики состоят из 5 и 3 члеников соответственно. Скапус короткий, длина его у рабочих равна 0,36—0,50 мм. Глаза крупные, расположены в заднебоковой части головы. Усики рабочих состоят из 11 члеников и имеют булаву из трёх вершинных сегментов. Голова и грудь с многочисленными морщинками. Первый тергит брюшка сильно увеличенный. Стебелёк между грудкой и брюшком состоит из двух члеников: петиолюса и постпетиолюса (последний четко отделен от брюшка), жало развито, куколки голые (без кокона).

## Систематика
Вид был впервые описан в 1901 году швейцарским мирмекологом Огюстом Форелем по материалам из Анголы. Относят к видовой группе  tenuis species group и трибе Crematogastrini (или ранее в Cataulacini). Таксон Cataulacus brevisetosus близок к виду Cataulacus  pygmaeus.